# Saint-Sulpice-d'Excideuil
Saint-Sulpice-d'Excideuil är en kommun i departementet Dordogne i regionen Nouvelle-Aquitaine i sydvästra Frankrike. Kommunen ligger i kantonen Lanouaille som tillhör arrondissementet Nontron. År 2022 hade Saint-Sulpice-d'Excideuil 368 invånare.

## Befolkningsutveckling
Antalet invånare i kommunen Saint-Sulpice-d'Excideuil
Referens:INSEE